# 퍼블릭 에너미 넘버원
《퍼블릭 에너미 넘버원》(프랑스어: L'Instinct de mort)은 2008년 공개된 범죄 영화이다.

## 출연

### 주연
- 뱅상 카셀
- 제라르 드빠르디유
- 세실 드 프랑스

### 조연
- 질 를르슈
- 로이 드퓌
- 엘레나 아나야
- 플로렌스 토마신
- 미첼 듀차우소이
- 미리암 보이어
- 압델하피드 메탈시
- 길버트 시코트
- 디노 클라벳
- 루디빈 사니에
- 무스타파 아보라치드
- 소피안 벤라작
- 파리드 페드저
- 질 게이스웨일러
- 레일라 벡티
- 도로시 브리에르
- 미쉘 브룰
- 이브 마크 길버트
- 메세 로렌스
- 사브리 라머
- 마누엘라 고우라리
- 에피프 벤 바드라
- 프랭키 페인
- 엠마뉴엘 칼리에
- 프랑소와 호테세레
- 장 클로드 레궈이
- 루이슨 블리벳
- 귈헴 펠레그린
- 캐롤라인 페루스
- 아르나우드 헨리에트
- 안젤로 아이바
- 제프 보드률트
- 베누아 테버게
- 실베인 사바르드
- 도미니크 로이시
- 윌리엄 앤더슨 주니어
- 크리스찬 보델류
- 가이 토벳
- 장-루프 예일
- 크리스틴 뷰류
- 뤽-마르샬 다게너이스
- 모니크 고셀린
- 로랑 임불트
- 폴 스튜어트
- 케빈 코미어
- 숀 제라도
- 토마스 요한슨
- 타냐 캣추니
- 마이크 패스토르
- 장-피에르 피볼롯
- 톰 스폰버그
- 제임스 스틱켈
- 안젤로 베테즈

## 기타
- 원작자: 자크 메스린
- 제작보: 마넌 보도인
- 미술: 에밀 기고
- 의상: 비르지니 몬텔
- 배역: 안토니에트 불라